# Carlos De León
Pour les articles homonymes, voir DeLeon.
Carlos De León est un boxeur portoricain né le 3 mai 1959 à Trujillo Alto et mort le 1er janvier 2020 à Buffalo (État de New York).

## Biographie
Carlos De León passe professionnel en 1974 à l'âge de 15 ans. En 1976 et 1977, il perd deux combats contre des adversaires inconnus, mais commence ensuite une série de victoires.
Le 25 novembre 1980, il remporte le titre de champion du monde de la catégorie poids lourds-légers nouvellement créée contre le premier détenteur du titre WBC, Marvin Camel. Lors de sa première défense de son titre, en février 1982, il bat le même adversaire par KO technique avant de s'incliner face à S.T. Gordon par arrêt de l'arbitre à la 2e reprise le 27 juin 1982.
En 1983, il bat en mars Leon Spinks dans un combat sans titre en jeu puis récupère le titre WBC avec une victoire de points sur Gordon. Il défend victorieusement son titre en battant le boxeur poids mi-lourds Yaqui Lopez (en), avant de le perdre en 1985 au profit d'Alfonso Ratliff, cette fois aux points. Cependant, il retrouve de nouveau le titre en battant Bernard Benton en mars de l'année suivante.
Après trois autres défenses de titre, il perd en huit rounds le 9 avril 1988 à Las Vegas contre Evander Holyfield, alors détenteur des deux autres titres WBA et IBF, pour l'unification des trois ceintures mondiales.
Lorsque Holyfield est passé dans la catégorie des poids lourds, De Leon remporte pour la quatrième fois le titre WBC, puis le défend avec un match nul contre l'Anglais Johnny Nelson. Il perd ensuite contre l'Italiien Massimiliano Duran par disqualification et n'a plus jamais combattu pour une ceinture mondiale.
À la fin de sa carrière, il perd en poids lourds contre Corrie Sanders et Brian Nielsen.
Le 1er janvier 2020, il meurt à l’âge de 60 ans à Buffalo.

## Titres
Carlos De León remporte à quatre reprises le titre de champion du monde des poids lourds-légers WBC en 1980, 1983, 1986 et 1989 mais perd le combat de réunification des ceintures WBA, WBC et IBF face à Evander Holyfield le 9 avril 1988.